# 毛祈蕃
毛祈蕃（？—？），號嵩维，湖广黄州府麻城县人。

## 生平
崇祯九年（1636年）丙子科湖广乡试举人，崇祯十三年（1640年）庚辰科進士，通政司观政，未仕。

## 家族
父毛可教，万历二十二年甲午科舉人，官贵阳府知府。弟毛祈華，顺治十一年甲午举人。
女毛氏，生员王汝楫妻，事姑、事祖姑以孝闻。汝楫携妇避乱武昌，癸未五月献贼破武昌，汝楫携妇出城，被贼掳，顾谓汝楫曰：事急矣，当以一死酬君。骂不绝口，贼怒，将妇霍然刀下，呜呼烈哉！